# Promachus indicus
Promachus indicus är en tvåvingeart som beskrevs av Joseph och Parui 1987. Promachus indicus ingår i släktet Promachus och familjen rovflugor. Inga underarter finns listade i Catalogue of Life.